# Cheiracanthium mertoni
Cheiracanthium mertoni là một loài nhện trong họ Miturgidae.
Loài này thuộc chi Cheiracanthium. Cheiracanthium mertoni được Embrik Strand miêu tả năm 1911.